# El concert (Vermeer)
El concert, també conegut com el Concert a tres, és una pintura de Johannes Vermeer de Delft datada de mitjan dècada del 1660. Propietat del Museu Isabella Stewart Gardner de Boston, Estats Units, l'obra fou furtada el 1990, i de llavors ençà roman en parador ignorat.

## Història
Malgrat que la pintura ha estat estilísticament datada de mitjan dels 1660, la primera referència n'és del 1780. Isabella Stewart Gardner va comprar-la en una subhasta a París el 1892 per un valor de 5.000 dòlars, i més tard s'exposaren al seu museu.
La nit del 18 de març del 1990, uns lladres disfressats de policies van furtar tretze obres d'art del museu, entre elles El concert. En parador desconegut des de llavors, aquesta pintura és considerada l'obra d'art furtada més valuosa, calculada en més de 200.000.000 dòlars.

## Composició
La pintura mostra tres músics: una dona jove asseguda davant un clavicordi, un home tocant un llaüt, i una altra dona cantant. La part superior del clavicordi està decorada amb un paisatge arcadià, amb colors lluents en contrast amb les dues pintures situades a banda i banda de la part superior. Una viola d'arc és al terra. La roba dels músics i l'espai on són permeten identificar-los com a membres de l'alta burgesia. L'home porta un cinturó i una espasa. Malgrat la simplicitat, el terra de marbre blanc i negre suggereix un ambient luxós.
Respecte als dos quadres del fons, el de la dreta es titula La procuradora, obra de Dirck van Baburen, pertanyent a la sogra de Vermeer, Maria Thins. Aquesta obra apareix també en una altra pintura de Vermeer, Dona seguda tocant l'espineta, realitzada uns sis anys després d'El concert. La pintura de l'esquerra mostra un entorn pastoral. La música en l'obra de Vermeer a voltes tenia connotacions amoroses i relacionades amb la seducció, si bé en aquest cas aquestes connotacions semblen dubtoses. Malgrat la presència de l'obra de Baburen, carregada d'una sexualitat exuberant, la seua funció en aquesta obra sembla ser aportar un contrast amb la situació domèstica representada. Així, les tranquil·les escenes mostrades en el clavicordi contrasten amb el paisatge salvatge mostrat en la pintura de la part superior esquerra.